# Lethal Company
Lethal Company es un videojuego de terror y supervivencia cooperativo creado por Zeekerss. Se lanzó en acceso temprano en octubre de 2023 y ganó popularidad en la tienda Steam.
En Lethal Company, los jugadores obtienen y venden chatarra de exomoons abandonados e industrializados mientras evitan las trampas, los peligros ambientales y los monstruos. Como empleados de "The Company", los jugadores deben vender suficiente chatarra para cumplir con una serie de cuotas de ganancias crecientes hasta que inevitablemente fracasen y el juego comience de nuevo.

## Gameplay
Lethal Company es un videojuego cooperativo para hasta cuatro jugadores que se juega en primera persona. Ambientados en un entorno retrofuturista, los jugadores trabajan como empleados contratados por «La Compañía». Pueden comunicarse entre sí a través del chat de proximidad (por voz o por métodos escritos) incluido en el juego. Los jugadores tienen la tarea de visitar lunas abandonadas para recolectar la mayor cantidad de chatarra posible (cada una tiene un valor monetario diferente). Cada luna tiene una instalación que contiene habitaciones generadas aleatoriamente a través de una semilla en las que, además de chatarra hay trampas peligrosas y criaturas maliciosas. Los jugadores deben trabajar rápido y regresar a su nave antes de la medianoche, o esta se irá sin ellos y todo lo que esos llevaran en el inventario se perderá. La chatarra recolectada se vende en la luna de la Compañía dejando la chatarra conseguida en una ventanilla y pulsando el timbre una o dos veces (si un jugador le da al timbre entre tres y cinco veces el comprador se enfadará y matará al jugador), obteniendo así créditos de la Compañía que pueden ser gastados en objetos (linternas,...) o mejoras para la nave. Al final de cada fecha límite, si los jugadores venden suficiente chatarra para alcanzar la cuota requerida, comenzarán otro ciclo de tres días con un objetivo de ganancias más alto. Si los jugadores no cumplen la cuota de la Compañía serán expulsados al espacio.
Los jugadores sólo pueden llevar cuatro objetos a la vez. Los equipos transportables (como linternas) y los trozos de chatarra consumen un espacio de artículo cada uno. Los jugadores pueden usar la consola terminal a bordo de su nave para comprar equipos y divertidos accesorios para la nave, como una ducha o un inodoro, utilizando los créditos de la Compañía obtenidos. El terminal también se puede utilizar para ver las posiciones de otros jugadores, abrir puertas de seguridad o desactivar temporalmente minas terrestres y torretas peligrosas dentro de las instalaciones.
El juego ofrece ocho lunas jugables, además de la luna dedicada de la Compañía donde se vende chatarra. Cada luna tiene un nivel de dificultad establecido que dicta qué tipos de criaturas se generan, cuántas de esas criaturas se generarán y cuánta chatarra se puede recolectar. Tres de estas lunas requieren una cierta cantidad de créditos de la Compañía para acceder a ellas. Las lunas pueden tener aleatoriamente condiciones climáticas peligrosas, como inundaciones o eclipses solares, que dificultan el progreso de los jugadores.
Hay diecinueve entidades que los jugadores pueden encontrar. La mayoría se encuentran dentro de la instalación, pero algunos se reproducirán en la superficie exterior de la luna. Todos los enemigos interiores, excepto Spore Lizard, intentarán matar al jugador, aunque algunos permanecerán pasivos hasta que sean provocados. Algunos enemigos de las instalaciones incluyen el Thumper, un veloz animal terrestre de dos patas, y el Bracken (cabeza muelle), un humanoide que acecha y rompe el cuello de su presa, pero se queda paralizado cuando es visto por el jugador. Una de las mayores amenazas del juego es el bufón, una criatura dentro de un juguete gigante con forma de caja sorpresa. Deambula inofensivamente, hasta que se detiene y da cuerda en el transcurso de poco menos de un minuto. Después de este período de tiempo, cazará imparablemente a todos los jugadores dentro de las instalaciones.

## Desarrollo
Zeekerss desarrolló anteriormente juegos en la plataforma de creación de juegos Roblox. Lethal Company se lanzó en acceso anticipado para Microsoft Windows el 23 de octubre de 2023. Zeekerss dice que planean terminar el juego dentro de seis meses.

## Recepción
Lethal Company ha recibido elogios de la crítica en la tienda en línea Steam, encabezando la lista de los más vendidos a nivel mundial de la plataforma y contando con 100.000 jugadores simultáneos en noviembre de 2023. Se ha comparado con el juego titulado Phasmophobia.
Kelsey Raynor de VG247 señaló que el juego «... puede que no parezca gran cosa dados sus espeluznantes gráficos sombreados por celdas, pero los fanáticos están completamente obsesionados con Lethal Company, y su estética con diseños pixelados es claramente solo otra parte de su encanto». Gabriel Moss de IGN dijo que «Lethal Company ya infunde una sensación de asombro» y que la búsqueda de chatarra cooperativo del juego «logra trascender su contenido limitado y sus sistemas faltantes».

### Premios
| Otorgar           | Fecha              | Categoría        | Resultado | Árbitro.      |
| ----------------- | ------------------ | ---------------- | --------- | ------------- |
| Los premios Steam | 2 de enero de 2024 | Juego del año    | Nominado  | [ 20 ] [ 21 ] |
| Los premios Steam | 2 de enero de 2024 | Mejor con amigos | Ganador   | [ 20 ] [ 21 ] |